# DJ KANJI
DJ KANJI（ディージェイ・カンジ、本名：竹内貫二〈たけうち・かんじ〉、生年非公開）は、日本のDJ・音楽プロデューサー。静岡県浜松市出身。所属レーベルはOVAHEAD RECORDS（Overhead Records）。　

## 略歴
出身は静岡県浜松市。本名は竹内貫二。生年は非公開だが、2017年にアーティスト活動を開始したことから、活動歴は約8年に及ぶ。
2017年、ラッパーCz Tigerをフィーチャーしたデビュー曲「LEVELS」で音楽シーンへ登場。その後、全国のクラブでDJとして規模を拡大し、自身のプロデュース活動にも注力した。
2020年にはGottzとJin Doggを迎えた「Toros」、2021年にはLEX、HIYADAM、Y’Sと共演した「Smash!!!」など、注目ラッパーを積極的に取り込みシーンに印象的な存在感を残した。
特に2023年には、Red Bullが展開するマイクリレー企画「RASEN」第23回にビートメイカーとして起用され、Bonbero、Young zetton、Lunv Loyalらと共演した音源は、SpincoasterやSoundCloudで大きな話題となった  。

## THE VOICE（1stフルアルバム）
2024年4月26日、自身初となるフルアルバム『THE VOICE』をOverhead Recordsからリリース  。全16曲を収録し、代表作「Smash!!!」だけでなく、低キーなグルーヴが特徴の「Lowkey feat. MALIYA, 3House & IO」、ポップなギターサウンドが魅力の「Be Okay (Chi, Chi) feat. Kohjiya & YungFLX」などバラエティ豊かな楽曲を展開  。
同アルバムではYo‑Sea、eyden、Elle Teresa、CYBER RUIなど多彩なアーティストが参加。さらに、2024年7月20日には渋谷O‑EASTでワンマンライブが開催予定で、制作に関わった約40名のアーティストが出演する大型イベントとして注目を集めた  。

## ディスコグラフィ

### アルバム
- THE VOICE（2024年4月26日、Overhead Records）– 全16曲収録、ゲスト多数参加  。

### 主なシングル
- LEVELS feat. Cz Tiger（2017年）
- Toros feat. Gottz & Jin Dogg（2020年）
- Smash!!! feat. LEX, HIYADAM & Y’S（2021年）
- Lowkey feat. MALIYA, 3House & IO（2023年11月リリース）
- Be Okay (Chi, Chi) feat. Kohjiya & YungFLX（2024年4月19日、アルバム先行シングル）
- Red Bull RASEN2023 feat. Bonbero, Young zetton & Lunv Loyal（2024年1月公開）

## 主な出演・コラボレーション
- Red Bull RASEN #23（2023年、ビート制作／Bonbero, Young zetton, Lunv Loyal参加）
- DJ KANJI ONEMAN LIVE “THE VOICE”（2024年7月20日、渋谷O‑EAST、約40名の豪華ゲスト出演）
- SPACE Kumamoto（2024年5月11日）
- TOPTREE Okinawa（2024年6月1日）

## スタイルと評価
DJ KANJIのプロダクションは、クラブで鍛えられた感性とトラック制作の両立が特徴。特に「Be Okay (Chi, Chi)」では、長崎の象徴・鳩をモチーフにした「Chi Chi」というフレーズが印象的で、そのキャッチーなギターサウンドは高く評価された  。また、アルバムの多彩な参加者とのセッションからは、ヒップホップシーンでの信頼と選曲眼が窺える。

## 所属
- レーベル：Overhead Records（OVAHEAD RECORDS）